# Gertrud Hüssy

Bruderhofgemeinschaft Sannerz (1924) mit Gertrud Dalgas-Hüssy in der Mitte (Nr. 9)

Agnes Minna Gertrud „Trudi“ Hüssy, geborene Dalgas (auch Gertrud Dalgas, Gertrud Dalgas-Hüssy, Gertrud Hüssy-Dalgas und manchmal – orthographisch falsch – Gertrud Hüssi genannt; * 22. Dezember 1897 in Brake (Unterweser); † 29. Juli 1985 in Rifton im Ulster County / New York), war eine Lehrerin, Kirchenlieddichterin und Mitherausgeberin der 1924 erschienenen Sonnenlieder, des Liederbuchs der Neuwerk-Bewegung. Sie gehörte zum Gründerkreis der Bruderhof-Gemeinschaft.

## Leben
Gertrud Dalgas entstammte väterlicherseits einer alten hugenottischen Familie, die im letzten Jahrzehnt des 17. Jahrhunderts wegen ihrer Glaubensüberzeugungen Frankreich verlassen hatte. Ihr Vater war der Eisenbahner Carl Dalgas, ihre Mutter dessen Ehefrau Wilhelmine, geborene Meyer, eine gelernte Schneiderin. Sie hatte drei ältere Geschwister, die Schwestern Charlotte und Emmi sowie den Bruder Erich. Während ihrer Studentenzeit gehörte sie der Freideutschen Jugend an.

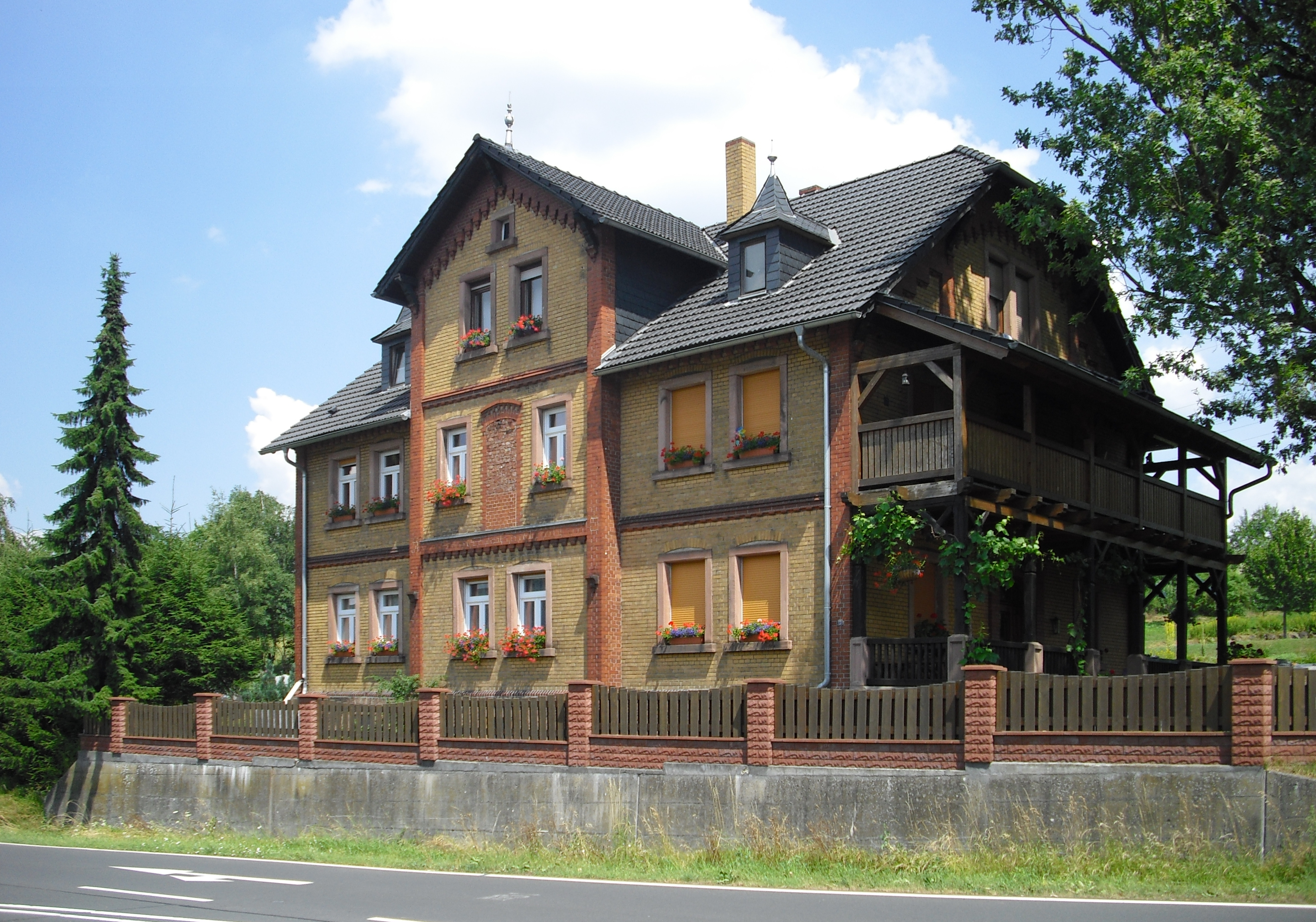
Paul'sche Villa in Sannerz

Nach ihrer pädagogischen Ausbildung unterrichtete Gertrud Dalgas zunächst in Schleswig-Holstein und später in Frankfurt am Main. Hier begegnete sie im April 1921 zum ersten Mal Eberhard Arnold, dem evangelischen Theologen und späteren Mitbegründer der Bruderhofbewegung. Einige Wochen später traf sie ihn ein weiteres Mal im nordhessischen Schlüchtern auf der Pfingstkonferenz der sogenannten Neuwerker. Es handelte sich dabei um das zweite Schlüchterner Treffen; das erste hatte ein Jahr zuvor stattgefunden. Wenige Monate nach dem Pfingsttreffen trat sie der Gemeinschaft, die im Juni 1920 in Sannerz ihr Domizil gefunden hatte, offiziell bei. Gemeinsam mit Suse Hungar, einer Heilsarmistin in gehobenem Rang und ebenfalls eine ausgebildete Lehrerin, begann sie gleich nach ihrem Eintritt in die Gemeinschaft mit dem Aufbau einer Schule, in der zunächst die Kinder der Gemeinschaft unterrichtet werden sollten. Für viele Jahre blieb sie die führende Pädagogin der Bruderhof–Schulen.
Im Spätsommer 1922 kam es jedoch innerhalb der jungen Bewegung zu einer tiefen Krise, die schließlich zur Spaltung führte. Nur sieben erwachsene Mitglieder entschieden sich, gemeinsam mit Eberhard Arnold den begonnenen Weg weiterzugehen; unter ihnen war auch Gertrud Dalgas. Vierzig Erwachsene und Kinder verließen die Paul'sche Villa in Sannerz. Der weitere Lebensweg Gertrud Dalgas' blieb eng mit dem Weg der Bruderhof-Gemeinschaft verbunden.
Im Jahr 1926 zog sie mit den Bruderhöfern in die Rhön, um dort den heruntergekommenen Sparhof als neues Domizil zu übernehmen. Neben einem Kinderhaus, in dem Kinder, die von verschiedenen Jugendämtern der Umgebung dem Bruderhof zur Pflege anvertraut worden waren, entstand auch eine eigene private Schule, an deren Aufbau Gertrud Dalgas wesentlich beteiligt war. Nach Jahren der guten Zusammenarbeit mit den zuständigen staatlichen Behörden wurde die Schule nach der Machtübernahme der Nationalsozialisten Ende 1939 geschlossen. Über die der Schulschließung vorangegangene Inspektion berichtete das Bruderhofmitglied Kurt Zimmermann: „Da unsere Kinder nicht mit dem Hitlergruß grüßten, auch das Horst-Wessel-Lied nicht singen konnten, sagte Trudi (=Gertrud): ‚Wir lassen unsere Kinder nicht Straßenkampflieder singen.‘ Auch wussten unsere Kinder nicht, wo Adolf Hitler geboren war u.s.w., sie waren auch nicht willig, die vorgesagten Worte des Horst-Wessel-Liedes nachzusprechen; da war die Schulprüfung bald zu Ende!“
Gertrud Hüssy, die inzwischen das Bruderhof-Mitglied Walter Hüssy geheiratet hatte, zog mit der Bruderhof-Gemeinschaft nach Liechtenstein, wo sie 1934 auf Silum (Triesen) den Almbruderhof gründeten. Dort verblieb die Gemeinschaft bis 1938. Eine im Vereinigten Königreich geplante Bruderhof-Gründung, zu der bereits erste Quartiermacher 1933 nach England ausgereist waren, musste aufgegeben werden, da mit dem Beginn des Zweiten Weltkriegs und den deutschen Bruderhöfern die Internierung drohte. Im Jahr 1941 fand die Gemeinschaft, die inzwischen auf mehr als 350 Personen angewachsen war, eine neue Heimat in Paraguay. Nach Gründung mehrerer Tochterniederlassungen sowie während einer längeren Krisenzeit innerhalb der Bruderhöfer, bei der die Gemeinschaft fast die Hälfte ihrer Mitglieder verlor, schloss sich Gertrud Hüssy und ihre Familie dem Kreis an, der 1954 in Rifton bei New York den Woodcrest–Bruderhof ins Leben rief.

## Familie
Gertrud Dalgas heiratete im Dezember 1931 den aus Zürich gebürtigen Gärtner Walter Hüssy (9. September 1906 – 11. Juni 1995). Die beiden waren das sechste von Eberhard Arnold getraute Hochzeitspaar. Hüssy kam ursprünglich aus der sozial-religiösen Jugendbewegung und hatte, bevor er sich 1929 dem Bruderhof anschloss, Erfahrungen im gemeinschaftlichen und kommunitären Leben gesammelt. Auch hatte er Kontakte zur Neuwerk-Bewegung. Aus der Ehe gingen drei Söhne hervor.

## Zitat
“Our vision is of a kingdom of peace and nonviolence, a kingdom of freedom rooted in God. The critique and rejection of the prevailing conditions demand of us a positive counter-move, as an example. But precisely because we criticize capitalism, class hatred, murder, war, and deceit in social relationships, we feel compelled to dare a totally new and different life. We are merely a handful of people from various classes, trades, and professions. But we are not just refusing to bear arms or refuting the valuesof society at large in a negative way. We are building community against the demands of state, church, private property, and economic and social privilege.”

„Unsere Vision ist ein Reich des Friedens und der Gewaltfreiheit, ein Königreich der Freiheit in Gott verwurzelt. Die Kritik und die Ablehnung der herrschenden Bedingungen verlangt von uns eine positive Gegenbewegung als Beispiel. Gerade weil wir den Kapitalismus, die Klassengesellschaft, Hass, Mord, Krieg und Betrug in sozialen Beziehungen kritisieren, sehen wir uns gezwungen, ein völlig neues und anderes Leben zu wagen. Wir sind nur eine Handvoll Leute aus verschiedenen Klassen, Handwerk und anderen Berufe. Wir weigern uns nicht nur, Waffen zu tragen, oder widersprechen nicht nur den Werten der Gesellschaft insgesamt auf negative Weise. Wir sind dabei, eine Gemeinschaft zu bauen Community Building gegen die Forderungen von Staat und Kirche, gegen das Privateigentum sowie gegen die wirtschaftlichen und sozialen Privilegien.“

## Veröffentlichungen (Auswahl)

Titelseite der Sonnenlieder, gestaltet von Rudolf Koch

- Sonnenlieder. Lieder für Naturfreunde, Menschheitsfriede und Gottesgemeinschaft (2 Bände), herausgegeben gemeinsam mit Emmy Arnold, Leipzig und Sannerz, 1924
- Children in Community: a survey of the educational work of the Bruderhof communities, herausgegeben gemeinsam mit Eberhard Arnold und Balthasar Trümpi, 1939
- The Life of the Bruderhof Children. In: Zeitschrift The Plough. Band 2, Nr. 3. Herbst 1939.
- Michel−Hasel−Buch (Autoren: Michel Hasel, Peter Walpot; Bearbeitung: Gertrud Hüssy-Dalgas[22]), Rifton (Woodcrest Bruderhof) 1980.
- Emmy Arnold zum Gedächtnis (1884–1980), in: Mennonitisches Jahrbuch 1981.

## Unveröffentlichte Schriften (Auswahl)
Im Bruderhof Historical Archive (BHA) in Walden/Orange County (New York) befinden sich eine Reihe bislang unveröffentlichte Schriften aus der Feder Gertrud Hüssys. Die in Klammern gesetzten Hinweise geben den genauen Aufbewahrungsort innerhalb des Archivs an.
- Die Jahre 1936 bis 1938 auf dem Almbruderhof. Rückblick im Jahr 1970 (gemeinsam mit Walter Hüssy). 1970 (0003, Box 2, Folder 9).
- Hochzeiten in der Zeit Eberhard Arnolds 1927–1935. 1974? (BHA 0003, Box 2, Folder 4).
- Gestalten im Anfang der Neuwerkbewegung und in Sannerz. 1979 (BHA 0003, Box 2, Folder 4).
- Erhard Arnolds Wirksamkeit als Verleger und Christ: Furche, Neuwerk, Eberhard Arnold-Verlag bis Plough Publishing Holuse. Ein Überblick über die Verlagsentwicklung 1891–1926. 1984 (BHA 003, Box 1, Folder 27).

## Lieder (Auswahl)
- Entzündet heil'ge Flammen (1926); englisch: Soul, strength, and courage (Songs of Light, Nr. Nr. 46)[24]
- Wir warten auf den ew'gen Schein (?); englisch: We wait for the eternal light (Songs of Light, Nr. Nr. 48)[25]
- Ist uns die Sonn' zur Ruh gegangen, weckt sie die Brüder überm Meer (1924; vierte Strophe des geistlichen Abendliedes Der Tag ist um, die Nacht kehrt wieder). Als dritte Strophe des genannten Liedes findet es sich in den freikirchlichen Gesangbüchern Gemeindelieder (486,3) und Feiern und Loben (471,3).